# Habitatge de J. Vilaseca Rivera a la carretera d'Agramunt, 29
L'Habitatge de J. Vilaseca Rivera a la carretera d'Agramunt, 29 és una obra noucentista de Cervera (Segarra) protegida com a Bé Cultural d'Interès Local.

## Descripció
Situat a la carretera L-303, dominada per la presència de magatzems de diferents especialitats. Edifici entre mitgeres definida per dos cossos horitzontals. El primer correspon a la planta baixa, amb una gran porta de magatzem al centre -que al projecte original havia de ser d'arc rebaixat i que acaba essent de llinda-, una porta més estreta d'accés a l'habitatge i una finestra a la part dreta. El parament d'aquesta planta està configurat per plaques de pedra que li donen una textura encoixinada. El segon cos horitzontal presenta, al seu torn, tres divisions verticals, propiciades bàsicament pel perfil basilical del tester -triangular a la part central i amb replans decreixents als laterals. Les tres obertures -la central amb arc rebaixat- tenen un balcó cadascuna i estan separades a nivell visual per unes falses pilastres d'estuc, el color blanc de les quals destaca amb el fosc arrebossat del parament. A la part central del tester s'hi havia d'obrir, segons el projecte, una finestra octogonal, que finalment es farà tapiada, únicament com a motiu decoratiu.